# 委託放送事業者
委託放送事業者（いたくほうそうじぎょうしゃ）は、過去にあった放送事業者の一種である。2011年6月30日に、放送法における委託放送事業者の定義は削除された。日本記事ではこの廃止時までのことを主として述べる。
本項の、引用の促音の表記は原文ママである。

## 定義
従前の放送法では、第2条第3号の5に委託放送事業者を「委託放送業務（電波法の規定により受託国内放送、受託協会国際放送又は受託内外放送をする無線局の免許を受けた者に委託して放送番組を放送させる業務をいう。以下同じ。）に関し第52条の13第1項に認定を受けた者」と定義していた。
通信と放送の融合を目指して放送法が改正され、2011年（平成23年）6月30日施行されて委託放送事業者の定義は削除され、委託放送業務は廃止された。

## 沿革
1989年（平成元年）10月1日　委託放送事業者が「委託放送業務（受託放送事業者に委託してその放送番組を放送させる業務をいう。以下同じ。）に関し、第52条の13第1項の認定を受けた者」と定義された。
放送事業者と称していたが電波法の規定により免許を受けているものではなかった。
- 受託放送事業者は「電波法の規定により受託国内放送をする無線局の免許を受けた者」と定義された。受託国内放送は日本国内に人工衛星を用いて放送を行うものを想定していた。

1994年（平成6年）12月1日　委託放送事業者の定義が#概要のように変更された。
- 受託放送事業者の定義も「電波法の規定により受託国内放送、受託協会国際放送又は受託内外放送（以下「受託放送」と総称する。）をする無線局の免許を受けた者」と定義された。
- 従前の委託放送は受託国内放送とされた。受託協会国際放送又は受託内外放送とは、日本放送協会又は一般放送事業者（当時は民間放送事業者を意味する。）が人工衛星を用いて国際放送をすることを想定していた。（NHKワールドTVも参照）。

2009年（平成21年）2月20日 　BS放送と東経110度CSデジタル放送が「特別衛星放送」、それ以外の通信衛星を使用する衛星放送が「一般衛星放送」とされた。
それまでは、マスメディア集中排除原則により最大で
- 新規参入事業者およびCS放送事業者 - BSデジタル1/2中継器（トランスポンダ）、東経110度CSデジタル4中継器、それ以外のCSデジタル（衛星役務利用放送を含む、以下同じ）12中継器
- BS放送事業者 - BSデジタル1/2中継器、東経CSデジタル3中継器、それ以外のCSデジタル9中継器
- 地上波放送事業者 - BSデジタル不可（BS放送事業者への1/2以下の出資、および認定放送持株会社による1/2中継器以下の支配は可能）、CSデジタル2中継器、それ以外のCSデジタル6中継器の支配が認められていた[5]が、これが地上波放送事業者以外は特別衛星放送4中継器、一般衛星放送24中継器までの支配が認められた（地上波放送事業者は特別衛星放送が従来通り、一般衛星放送が12中継器まで）。

2010年（平成22年）4月23日　受託国内放送の定義が「他人の委託により、その放送番組を国内において受信されることを目的としてそのまま送信する放送であつて、人工衛星の無線局により行われるもの又は移動受信用地上放送をする無線局により行われるもの」と変更された。
- マルチメディア放送において委託放送ができることとなった。

## 認定
委託放送事業者として委託放送業務を行うためには、放送法第52条の13により認定を受ける必要があった。
同条第1項には認定を受ける為には、次の各号のいずれにも適合していなければならないとされていた。
1. 受託放送役務の提供を受けることが可能であること。
2. 当該業務を維持するに足りる財政的基礎があること。
3. 委託して放送をさせることによる表現の自由ができるだけ多くの者によつて享有されるようにするためのものとして総務省令で定める基準に合致すること。
4. その認定をすることが放送の普及及び健全な発達のために適切であること。
5. 当該業務を行おうとする者が次のイからリまでのいずれにも該当しないこと。
イ 日本の国籍を有しない人
ロ 外国政府又はその代表者
ハ 外国の法人又は団体

（後略）
第3号はいわゆるマスメディア集中排除原則であった。
この規定に適合すれば、地上波放送事業者も認定を受けることができた（ただし、特別衛星放送のうちBSデジタル放送は不可）。
例えば、関西テレビ放送株式会社は委託放送事業者として「関西テレビ☆京都チャンネル」を運営していた。
認定取消しは、2007年（平成19年）11月にBSデジタル音声放送WINJを運営していたWorld Independent Networks Japanに対して行われたのが唯一であった。

## 制度廃止時の状況
- ☆は公共放送を行う事業者、★は無料放送のみを行う事業者。

### 特別衛星放送事業者
認定事業者数34
(*1)の17事業者は、特別衛星デジタル放送プラットフォームのスカパー!e2と提携していた。
(*2)の8事業者は、一般衛星放送事業者でもあった。
(*3)の事業者はデジタル放送・アナログ放送双方を、他の事業者はデジタル放送のみを行っていた。
詳細はBS委託放送事業者一覧、及びスカパー! (東経110度BS・CSデジタル放送)#衛星基幹放送事業者一覧を参照。
- アクティブ・スポーツ・ブロードキャスティング（*1）
- アニマックスブロードキャスト・ジャパン（*1,2）
- IMAGICAティーヴィ
- インターローカルメディア（*1）
- インタラクティーヴィ（*1）
- ウェザーニューズ ★
- SCサテライト放送
- キッズステーション（*1,2）
- 競馬・農林水産情報衛星通信機構 (*1,2)
- サテライト・サービス（*1）
- シーエス映画放送（*1）
- シーエス日本（*1）
- シーエス・ワンテン（*1）
- シー・ティ・ビー・エス（*1）
- ジェイ・スポーツ・ブロードキャスティング（*1,2）
- スカパー・エンターテイメント（*1）
- スター・チャンネル（*1）

- 宝塚クリエイティブアーツ（*1）
- 釣りビジョン（*2）
- デジタル放送推進協会 ★
- 日本映画衛星放送（*2）
- 日本BS放送 ★
- 日本放送協会（*3）☆
- ハリウッドムービーズ（*1）
- BS朝日 ★
- BSジャパン ★
- BS-TBS ★
- BS日本 ★
- ビーエスFOX（*1）
- ビーエスフジ ★
- ブロードキャスト・サテライト・ディズニー
- 放送大学学園（*2）☆
- ワールド・ハイビジョン・チャンネル（*2）★
- WOWOW（*3）

### 一般衛星放送事業者
認定事業者数40。全事業者とも、東経124・128度CSデジタル放送プラットフォームのスカパー!と提携していた。うち（*2）の8事業者は、特別衛星放送事業者でもあった。
- アイピーシー・ワールド
- アスパイアビジョン
- アトス・インターナショナル
- アニマックスブロードキャスト・ジャパン（*2）
- イーステーション
- 囲碁将棋チャンネル
- 衛星劇場
- 衛星チャンネル
- GAORA
- キッズステーション（*2）
- QVCサテライト ★
- クラシカ・ジャパン
- 競馬・農林水産情報衛星通信機構（*2）
- シアター・テレビジョン
- ジェイ・スポーツ・ブロードキャスティング（*2）
- ジャパネットたかた ★
- ジャパンイメージコミュニケーションズ
- ジャパン・エンターテイメント・ネットワーク
- ジャム・ティービー
- ジュピターサテライト放送

- スーパーネットワーク
- スカイ・エー
- スカイビジョン
- 総合行政出版
- つくばテレビ
- 釣りビジョン（*2）
- デジタルプラネット衛星放送
- 東映衛星放送
- 日活
- 日本映画衛星放送（*2）
- 日本経済新聞社
- 日本ケーブルテレビジョン
- ファミリー劇場
- プレイボーイ・チャンネル・ジャパン
- プロデュース・オン・デマンド
- 放送大学学園（*2）☆
- ミステリチャンネル
- ミュージック・オン・ティーヴィ
- メディア・ノクス
- モール・オブ・ティーヴィー ★
- ワールド・ハイビジョン・チャンネル（*2）

### 移動受信用地上放送事業者
認定事業者数1
- mmbi[注 1]

周波数帯が7月24日まで、ただし東日本大震災に伴う地上デジタル放送に係る電波法の特例に関する法律の施行により岩手県、宮城県、福島県では最長で翌2012年（平成24年）7月24日まで、地上アナログテレビジョン放送周波数帯の一部として使用されるため、翌年4月の放送開始を目指していた。

## 問題点
CS放送のチャンネル運営会社（委託放送事業者・衛星役務利用放送事業者）は合計で100社近く存在したが、その大半は赤字という状況であった。その原因として、放送を受託する側（受託放送事業者・衛星役務提供者）のJSAT（ジェイサット）株式会社に支払う料金（委託放送料金・衛星役務利用料金）が高過ぎることや、有料放送管理事業者（プラットフォーム事業者）の株式会社スカイパーフェクト・コミュニケーションズ（スカパー）がチャンネル運営会社に不利な取引条件を押しつけていることなどが指摘されていた。
ディレクTVにおいて委託放送事業者とチャンネル運営会社を切り離したビジネスモデルが試みられるなど（詳しくはディレクTV#日本での展開と撤退を参照）、JSAT・スカパー連合に対抗するような動きも見られたが、ディレクTVの日本撤退やプラット・ワン、WOWOWデジタルプラスの失敗を経て、2007年（平成19年）にJSAT・スカパー連合が経営統合し持株会社のスカパーJSAT株式会社（現・株式会社スカパーJSATホールディングス）が誕生後は、市場が独占されチャンネル運営会社との間の取引条件が早期に改善する期待は低かった。

## 放送法改正による経過措置
従前の委託放送事業者は以下の種別の放送事業者とみなされた。
- 特別衛星放送を委託する委託放送事業者及び移動受信用地上放送を委託する委託放送事業者→認定基幹放送事業者
- 一般衛星放送を委託する委託放送事業者→衛星一般放送事業者

衛星役務利用放送を行う電気通信役務利用放送事業者もあわせて統合された。